# Quỳnh Côi
Quỳnh Côi là thị trấn huyện lỵ của huyện Quỳnh Phụ, tỉnh Thái Bình, Việt Nam.
Thị trấn Quỳnh Côi có diện tích 1,22 km², dân số năm 1999 là 5.264 người,mật độ dân số đạt 4.315 người/km².
Trước đây, các con đường của thị trấn được trồng rất nhiều cây dâu da nên còn được mệnh danh là "Thị trấn hoa dâu da". Những cây dâu da già có thể gọi là khổng lồ với tán lá rộng, che mát kín con đường trung tâm thị trấn. Mỗi mùa hoa nở, các con đường này chuyển sang sắc trắng của hoa dâu da nhìn rất đẹp và thơ mộng. Sau này khi mở rộng đường phố, những cây dâu da đa phần đã bị chặt bỏ, để lại không ít tiếc nuối cho nhiều thế hệ.